# 佐々木舞音
佐々木 舞音（ささき まいね、1998年5月29日 - ）は、TBSテレビのアナウンサー。

## 来歴
神奈川県横浜市出身。横浜雙葉小学校、横浜雙葉中学校・高等学校、上智大学総合人間科学部社会福祉学科卒業後、2021年4月1日、アナウンサーとしてTBSテレビに入社。同期入社のアナウンサーは小沢光葵と高柳光希。

## 人物・エピソード
中学校・高校生時代には登山部、 大学生時代には上智大学放送研究会（SBC:Sophia Broadcasting Circle）に所属していた。その一方で、高校生時代から児童養護施設を訪れるなど、ボランティア活動にも従事。高校2年時の5月からは、10代で構成しているボランティア団体の「クラブワールドピースジャパン」（CWPJ）にも所属していた。
大学2年時（2018年）の夏には、ミスキャンパス『ミス・ソフィアコンテスト2018』のファイナリスト（5人）に選出。コンテストの本選が催された秋の学園祭（「2018年度ソフィア祭」）では、学園祭公式テーマソングのMVに出演したほか、本選で「準ミスソフィア」を受賞したほか、。同コンテストが行われる学園祭「2018年度ソフィア祭」。翌2019年の春には、『Miss of Miss Campus Queen Contest』のファイナリストに選出された末にDHC賞を受賞している。さらに、「ミスキャンパス」での活動と並行しながら、「CanCam it girl」（小学館のファッション誌『CanCam』専属の読者モデル）や「itSnap」（ファッションメディア）のモデルとしても活動していた。
2019年には、『BSフジNEWS』（BSフジ）に学生キャスターとして出演しながらアナトレ（フジテレビ主催のアナウンススクール）を受講。また、「ミス・ソフィアコンテスト2019」の公式YouTube動画を通じて、コンテストへ参加する後輩の学生にアドバイスを送っていた。
入社1年目の2021年10月からは、平日の早朝に『THE TIME'』（日比が入社後初めてレギュラーで出演した『はやドキ!』の後継番組）で進行キャスターを務めるかたわら、特別番組やスポーツ中継で日比と共演する機会が相次いでいる。日比からは後述するスポーツ実況などでも多大な影響を受けていて、2023年8月24日（木曜日）に『アフター6ジャンクション』（日比が水曜日にパートナーを務めているTBSラジオの生放送番組）へ初めて出演した際には、前述した横浜雙葉中学校・高校での関係も踏まえながら「（自分は）『麻音子イズム』を受け継いでいる」と語っていた。
2022年1月22日には、日本ブラインドサッカー協会が主催する第19回ブラインドサッカー日本選手権決勝の生中継（TBSラジオの『週末ノオト』内で放送）で、先輩のスポーツアナウンサー（土井敏之・喜入友浩）と共に実況を任された（土井はハイライトの解説パートでのみ実況を担当）。ブラインドサッカー公式戦の生中継は日本の民放ラジオ史上初めての試みで、TBSテレビの現職女性アナウンサーがTBSラジオの制作によるスポーツ中継で実況を担当したことは、この中継における佐々木が初めて。テレビのスポーツ中継を含めれば、自身もスタート地点での呼び込みに携わった前年（2021年）開催の全日本実業団対抗女子駅伝競走大会（クイーンズ駅伝）のテレビ中継（TBSテレビ系列で全国に生放送）で、日比が第2中継所の実況を任されて以来の事例である。駅伝の中継でも、2022年10月23日のプリンセス駅伝（クイーンズ駅伝の予選を兼ねた女子駅伝大会）テレビ中継（TBSテレビ系列で全国に生放送）において、先輩アナウンサーの篠原梨菜と揃って中継所の実況を初めて担当。同年11月27日のクイーンズ駅伝では、「TBS→TBSテレビが制作する駅伝中継では初めて」という女性アナウンサーだけによる中継所実況を、日比・篠原と共に成し遂げた（本人は第3中継所を担当）。

## 出演番組

### 現在
- スポーツ中継（駅伝・ブラインドサッカー実況）
  - プリンセス駅伝とクイーンズ駅伝では、2023年以降のテレビ中継でも、一部の中継所で実況を担当。
  - 実況以外では、ニューイヤー駅伝や全日本高校女子サッカー選手権大会などのテレビ中継でリポーターを務めている。
    - 「女子高校野球強化プログラム」の一環としてKOBE CHIBEN（元・メジャーリーガーのイチローが現役引退後の2019年に結成した草野球の社会人チーム）が東京ドームで高校女子野球の選抜チーム（高校女子野球選抜）と対戦するようになった2022年からは、毎年11月にBS-TBSで放送されるこの試合の生中継でも、高校女子野球選抜側のリポートを任されている。
    - 2024年の別府大分毎日マラソンでは、RKB毎日放送と大分放送の共同制作による全国ネット向けのテレビ中継において、TBSテレビのアナウンサーとしては2019年の山形純菜（2023年のクイーンズ駅伝テレビ中継で「実況デビュー」を果たした先輩アナウンサー）以来5年振りにスタート地点のリポートを担当。

  - 2024年パリオリンピックの期間中は、TBSテレビ系列向けの報道活動を目的に開催地のパリへ派遣。当時のレギュラー番組（『THE TIME,』や『ひるおび』）に向けて生中継やロケ映像を通じて取材リポートを随時送っていたほか、TBSテレビ系列で放送される競技中継の一部にも出演していた。

#### テレビ
- THE TIME'／THE TIME,（進行）
  - 月 - 水曜日担当：2021年10月1日 - 2022年9月28日
  - 水・木曜日担当：2022年10月5日 - 2023年3月30日
  - 月 - 木曜日担当：2023年4月3日 - 
    - 担当日には『THE TIME,』（後続番組）にも登場するほか、同番組の進行キャスターが休演する日に、『THE TIME'』から2番組連続で全編を進行することがある。
      - 世界陸上ブダペスト大会閉幕直後の2023年8月31日（木曜日）には、TBSテレビが制作した同大会の日本国内向け中継でメインキャスターを担当していた江藤愛（先輩アナウンサー）が休暇を取得したことを受けて、江藤が本来木曜日に担当している『THE TIME,』内の進行キャスターを代行。その前々週（8月21 - 24日）には、増田雅昭（「TIME　LABOの所長」として『THE TIME'』／『THE TIME,』内の天気予報を統括している気象予報士）が夏季休暇を取得したことを受けて、通常は出演していない「TIMEの天気」（天気予報を兼ねて赤坂サカスの敷地内から放送される『THE TIME,』内のミニ中継）を増田に代わって担当した。
- With☆ベイスターズ（2022年シーズンの途中からMCを担当）
- サンベイジャポン（2022年から出演）
  - 上記の2番組で取り上げている横浜DeNAベイスターズ[注釈 4]との縁は、「（日本プロ野球のセントラル・リーグに加盟している）地元の球団」ということもあってプライベートでも深く、横浜スタジアムでの主催公式戦を折に触れて休日にベイスターズのレプリカユニフォーム姿で観戦していることを公言。横浜雙葉中学校・高校の登山部員時代には、部活動の一環でスタジアム周辺までのランニングに臨んだこともあるという。このような縁から、横浜スタジアムでセレモニアルピッチ（試合前の始球式）のマウンドに立つことを学生時代から熱望。2023年5月19日（東京ヤクルトスワローズとのナイトゲームの開始前）には「YOKOHAMA GIRLS☆FESTIVAL 2023」（女性ファン向けの球団主催イベント）の一環でセレモニアルピッチを務めることが告知されていたが、試合の雨天中止に伴って実施が見送られた[26]。
- 澤部&見上の赤坂ケイバ探偵（毎週水曜日22:57 -23:00、2022年4月 - ） - ナレーター
- ひるおび
  - 午前枠の生中継企画（「グルメの現場」「トレンドの現場」）リポーター[注釈 5]
    - 月曜日担当：2022年10月 - 2023年3月
    - 金曜日担当：2023年4月 - 2024年9月

  - 午前枠のプレゼンター
    - 金曜日担当：2024年10月 -
- SASUKE - 2023年12月27日放送分の第41回大会からリポーター陣に参加

#### ラジオ
- おぎやはぎのメガネびいき（おぎやはぎ最新語・流行させたい語大賞、2022年4月 - ）
- エンタメSaturday／エンタメExpress（毎週土曜日5:20 - 5:30[注釈 6]、2022年4月 - ）
  - 2023年1月18日からは、関連番組『エンタメExpress』（毎週水曜日に放送[注釈 7]）のパーソナリティを小沢から継承。2023年9月27日までは『アフター6ジャンクション』（日比がパートナーを担当する水曜分）の直前に放送していたため、エンディングに同番組の告知を入れていた[注釈 8]。
- やる気スイッチラヂオ アストルム（2024年4月1日 - 、毎週月曜日21:00 - 21:30）- パートナー
- アフター6ジャンクション（『アトロク』）シリーズ
  - 2023年10月から放送されている『アフター6ジャンクション2』で、2024年7月から「アトロク　アニメ　エクストリームジョブ」（毎月第1月曜日の23時台前半に内包されている事前収録コーナー）のMCをレギュラーで担当。2023年9月まで放送されていた『アフター6ジャンクション』では、同年8月24日（木曜日）に、宇内梨沙（先輩アナウンサーで当時の木曜パートナー）の夏季休暇取得を受けて生放送の全編に出演していた。
- 井上貴博　土曜日の『あ』（不定期）
  - 本来は喜入が出演している「池崎大輔　パラスポーツの『あ』」（内包コーナー）の収録に喜入が参加できない場合に、喜入の代理として随時出演。
  - 厳密にはレギュラーで出演していないが、番組単位で局外のイベントへ参加する場合に、参加メンバーへ名を連ねることがある（詳細後述）。

#### YouTube
- GAME × GAME powered by TBS【ガメガメ。】（不定期）
  - TBSテレビ新規IP事業部の部員（「eスポーツ研究所」の所員）を兼務している宇内を中心に運営しているチャンネルで、チャンネル名を『宇内梨沙/うなポンGAMES』と称していた時期（2022・2023年）から不定期でゲスト出演。『GAME × GAME』に改称後の2024年4月6日から公開されている動画からは、宇内に代わってメインで出演することもある。

### 過去

#### TBS入社後

##### テレビ
- お笑いの日2021（2021年10月2日）
  - 新人アナウンサーとしてのお披露目を兼ねて、小沢・高柳と揃って出演。
- TBS秋の新番組プレゼン祭（2021年10月3日）
- まるっと!サタデー（2021年10月9日）
  - ロケリポートを担当
- 最愛  第9話（2021年12月10日）
- S☆1（2022年2月20日・2023年7月13日）
  - 本来はTBSテレビ本社（TBS放送センター）のスタジオで土・日曜版のキャスターを務める先輩アナウンサー（上村彩子→近藤夏子）の海外派遣（上村は北京冬季オリンピック・近藤は世界陸上ブダペスト大会）に伴う代演。2023年7月13日は日曜日であったが、日曜版のメインキャスターを代行した後に、翌日（14日）の午前中に本来の担当番組（早朝の生放送番組『THE TIME'』→『ひるおび』午前枠の生中継）へ出演していた。
- KAT-TUNの食宝ゲッットゥーン（2022年4月 - 2023年3月）
  - 「シーズン2」の進行担当
- JNN NEWS（2023年8月19日・8月26日＝土曜日昼枠）
  - 放送の時点で当該枠のキャスターをレギュラーで務めていた小沢が、世界陸上ブダペスト大会のテレビ中継で一部の種目を現地で実況することに伴う代演。19日には、午後に関東ローカル向けの『TBSニュース』（本来は小沢が出演）、夕方に世界陸上中継内の「JNN NEWS」（『報道特集』の休止に伴う代替番組扱いで編成）も担当していた。
- ラヴィット!
  - 木曜日（ロケ企画のリポーター）：2021年12月 - 2023年
  - 金曜日（9時台後半の『JNN NEWS』キャスター）：2022年4月 - 2023年10月27日 
    - 2023年8月29日（火曜日）に、本編のオープニングパートでスタジオに初登場。アシスタントの田村真子、通常は『JNN NEWS』の木曜分のみ担当している高柳および、本編の企画へ頻繁に登場している赤荻歩・南波雅俊両アナウンサーと揃って、「きょうはなんのひ?」（谷口智則が描き下ろした番組オリジナルの絵本）の群読を生放送で披露した。
- 今晩、Paraviれば（Paravi→U-NEXT内の「Paraviコーナー」からの配信番組を紹介する関東ローカル番組、2023年1月8日 - 9月） - ナビゲーター兼ナレーター
- アッコにおまかせ! - 「おまかせ!コレキテル?」（トレンド関連の調査ロケ企画）のリポート
  - 2022年4月3日放送分の第1回で、同月5日の開業を目前に控えていた東京ディズニーリゾート・トイ・ストーリーホテルを、宇内梨沙（生放送のスタジオ進行を担当する先輩アナウンサー）と共に取材。
- 賞金奪い合いネタバトル ソウドリ〜SOUDORI〜（2023年6月20日 - 2024年3月26日） - アシスタント
  - 「サヤ・ノムラ」（先輩アナウンサーの野村彩也子）の後任として、「マイ・ササキ」という名義で出演。
- ドキュメンタリー「解放区」『旅する身体 ～ダンスカンパニー Mi-Mi-Bi～』（2023年11月20日未明＝19日深夜放送分） - ナレーター
  - 「Mi-Mi-Bi」の活動拠点が所在する神戸市長田区が放送対象地域に含まれる毎日放送でも、2023年12月17日の早朝に関西ローカルで放送。
- ジョブチューン（2024年1月6日） - スタジオ進行
- 日曜劇場『さよならマエストロ〜父と私のアパッシオナート〜』第7話（2024年2月25日） - 滝野鈴（「晴見中央病院」という架空の医療機関の看護師）役

##### ラジオ
- 金曜ボイスログ（ニュースキャスター、2021年10月1日 - 11月）
- 爆笑問題の日曜サンデー（2021年12月12日） - 「サンデー中継くん」リポーター
- 蓮見孝之 まとめて!土曜日
  - 2022年2月5日 - 本来は蓮見孝之（先輩アナウンサー）のアシスタントを務めている北村まあさが、体調不良で出演を見合わせたことに伴って代演。
  - 2023年6月24日・7月22日 - 蓮見が体調不良を理由にTBSテレビを休職したことを受けて、蓮見の代理で出演。
- アシタノカレッジ 月曜日「ちょっといいこと短歌」（不定期出演、2021年10月 - 2022年6月）
- ジェーン・スー 生活は踊る（2022年5月31日・2024年5月29日・2024年9月30日・2025年4月29日）5週目レギュラー休演によるパートナー代理
- 森本毅郎・スタンバイ!（2024年1月3日）- パーソナリティ代理
  - パーソナリティの森本毅郎が年末年始の休暇に入っていたことに伴う起用で、本番後には後枠番組（『パンサー向井の＃ふらっと』）内の「TBSニュース」も担当。平日早朝の生ワイド番組で、生放送の時間帯が（当時キャスターを務めていた）『THE TIME,』と重複しているが、当日のTBSテレビでは年始向け特別編成との兼ね合いで同番組の放送を休止していた。

#### TBS入社前
- BSフジNEWS（BSフジ、2019年5月 - 11月） - 第36期学生キャスターとして木曜日担当[7]。

## その他の活動

### TBS入社後
局外のイベントへの参加
- 第33回魚沼国際雪合戦大会（2023年2月12日） - 『井上貴博 土曜日の『あ』』チームのメンバーとして参加

一日警察署長
- 赤坂警察署 （2023年5月13日）[27]

定期刊行誌への登場
- 『FLASH』（光文社）2023年7月25日・8月1日合併号 - グラビア企画「充実しすぎのおうち時間」[28]

映画
- 旅する身体～ダンスカンパニー Mi-Mi-Bi～（詳細前述、『TBSドキュメンタリー映画祭2024』参加作品） - ナレーター

### TBS入社前
定期刊行誌以外の雑誌媒体への登場
- 美学生図鑑 - 上智大学への在学中[19][29]